# Basauri
Basauri és un municipi de Biscaia, situat en la comarca del Gran Bilbao (encara que algunes classificacions el situen en la comarca d'Alt Nervión).

## Història
Basauri es va independitzar d'Arrigorriaga el 1510 o, almenys, és la data que es pren com a oficial al construir-se la parròquia de Sant Miquel Arcàngel, perquè no hi ha cap document que verifiqui que en aquesta data se celebrés cap reunió entre alcaldes de les dues localitats. Basauri no va aconseguir representació a les Juntes Generals de Guernica fins a 1858. Des de llavors, va mantenir el més important nucli poblacional i l'ajuntament al barri de Sant Miquel de Basauri, fins que el 1902 es va aprovar el trasllat de l'edifici consistorial a Arizgoiti, per ser aquest barri de població creixent i equidistant dels dos punts més allunyats del municipi: Finaga (Sant Miquel) i El Boquete (Zubialdea).
Basauri va ser fins al segle xix un poble eminentment rural, fins que en aquelles dates va arribar la fàbrica Basconia i amb ella la industrialització del municipi, que va veure com en 50 anys el poble passava de tenir pocs milers d'habitants a tenir 55.000 el 1978. Milers de famílies de totes les regions d'Espanya nodrir Basauri de noves gents i edificis, canviant radicalment la seva imatge i urbanisme.

## Geografia
Té una extensió de 7,16 km² que s'agrupen entorn de la confluència dels dos rius més importants de Biscaia, el Nervión i l'Ibaizabal, i a la dels camins que seguien les seves lleres des d'Àlaba i Guipúscoa respectivament. Limita al nord amb Bilbao, Etxebarri i Galdakao, al sud i a l'oest amb Arrigorriaga i a l'est amb Galdakao i Zaratamo.

### Barris i districtes
Basauri es troba dividit en 28 barris, els quals s'integren en 15 districtes reconeguts de forma oficial.
| Barris de Basauri | Barris de Basauri | Barris de Basauri   |
| ----------------- | ----------------- | ------------------- |
| Abaroa            | Ariz              | Arizgoiti (capital) |
| Atxikorre         | Atxukarro         | Artunduaga          |
| Azbarren          | Basozelai         | Benta               |
| Bidebieta         | Bizkotzalde       | Errekalde           |
| Finaga            | Ibarguen          | Ibarre              |
| Kalero            | Matadero          | Luzarre             |
| Pozokoetxe        | Sant Miquel       | Sarratu             |
| Soloarte          | Solobarria        | Ugarte              |
| Uribarri          | Urbi              | Uriarte             |
| Zabalandi         |                   |                     |

| Districtes de Basauri                                  | Districtes de Basauri | Districtes de Basauri |
| ------------------------------------------------------ | --------------------- | --------------------- |
| Ariz                                                   | Arizgoiti             | Basozelai             |
| Bentakoiko                                             | Berriotxoa-Soloarte   | Kareaga               |
| Kalero                                                 | Estació               | Hernán Cortés         |
| Matadero                                               | Pozokoetxe            | Sant Miquel           |
| Sant Pere                                              | Urbi                  | Verge de Begoña       |
| La denominació correcta és «Basauri-Nom del districte» |                       |                       |

## Clima
Basauri està en una zona de clima ocànic, calenta i humida. Les precipitacions es distribueixen regularment al llarg de l'any, sense destacar cap temporada especialment plujosa. Les temperatures són moderades al llarg de l'any amb petites fluctuacions tèrmiques.
| Paràmetres climàtics mitjans de Basauri      | Paràmetres climàtics mitjans de Basauri | Paràmetres climàtics mitjans de Basauri | Paràmetres climàtics mitjans de Basauri | Paràmetres climàtics mitjans de Basauri | Paràmetres climàtics mitjans de Basauri | Paràmetres climàtics mitjans de Basauri | Paràmetres climàtics mitjans de Basauri | Paràmetres climàtics mitjans de Basauri | Paràmetres climàtics mitjans de Basauri | Paràmetres climàtics mitjans de Basauri | Paràmetres climàtics mitjans de Basauri | Paràmetres climàtics mitjans de Basauri | Paràmetres climàtics mitjans de Basauri |
| Mes                                          | Gen.                                    | Feb.                                    | Mar.                                    | Abr.                                    | Mai.                                    | Jun.                                    | Jul.                                    | Ago.                                    | Set.                                    | Oct.                                    | Nov.                                    | Des.                                    | Anual                                   |
| -------------------------------------------- | --------------------------------------- | --------------------------------------- | --------------------------------------- | --------------------------------------- | --------------------------------------- | --------------------------------------- | --------------------------------------- | --------------------------------------- | --------------------------------------- | --------------------------------------- | --------------------------------------- | --------------------------------------- | --------------------------------------- |
| Temperatura diària màxima °C (°F)            | 13,2 (55,8)                             | 14,5 (58,1)                             | 15,9 (60,6)                             | 16,8 (62,2)                             | 20,1 (68,2)                             | 22,6 (72,7)                             | 25,2 (77,4)                             | 25,5 (77,9)                             | 24,4 (75,9)                             | 20,8 (69,4)                             | 16,4 (61,5)                             | 14,0 (57,2)                             | 19,1 (66,4)                             |
| Temperatura diària mínima °C (°F)            | 4,7 (40,5)                              | 5,1 (41,2)                              | 5,7 (42,3)                              | 7,1 (44,8)                              | 10,1 (50,2)                             | 12,6 (54,7)                             | 14,8 (58,6)                             | 15,2 (59,4)                             | 13,2 (55,8)                             | 10,8 (51,4)                             | 7,6 (45,7)                              | 6,0 (42,8)                              | 9,4 (48,9)                              |
| Precipitació total mm (polzades)             | 126 (5)                                 | 97 (3,8)                                | 94 (3,7)                                | 124 (4,9)                               | 90 (3,5)                                | 64 (2,5)                                | 62 (2,4)                                | 82 (3,2)                                | 74 (2,9)                                | 121 (4,8)                               | 141 (5,6)                               | 116 (4,6)                               | 1.195 (47)                              |
| Font: Agència Estatal de Meteorologia i Aena |                                         |                                         |                                         |                                         |                                         |                                         |                                         |                                         |                                         |                                         |                                         |                                         |                                         |

## Demografia
Diversos elements influïren en el gran creixement experimentat al segle xx. El fet que fos nus de comunicacions suposà un factor important a tenir en compte. La seva proximitat a les mines d'Ollargan, Morro i Miribilla, així com les del Grup Basauri-Galdakao, va supondre un augment de població pel municipi. La conversió del molins en indústria fornera també contribuí a aquest increment. Però l'element que contribuí en major grau al desenvolupament poblacional fou la instal·lació l'any 1892 de la primera gran indústria "La Basconia".
El ràpid creixement al que es vegué sotmès el municipi feu que la seva població es multipliqués per 24,6 en el període 1900-1975. No obstant, els majors augments de població es donaren a partir de la dècada de 1950 amb la instal·lació de noves indústries, suposant entre els anys 1950 i 1960, un creixement demogràfic del 97%, que continuà la dècada següent amb un creixement del 80%.
| Any       | 1900 | 1910 | 1920 | 1930 | 1940   | 1950   | 1960   | 1970   | 1980   |
| Habitants | 1989 | 3456 | 5194 | 9444 | 10 405 | 11 626 | 22 991 | 41 558 | 55 648 |

| Any       | 1990   | 2000   | 2001   | 2002   | 2003   | 2007   | 2009   | 2011   | 2012   |
| Habitants | 50 940 | 47 376 | 46 669 | 45 482 | 45 346 | 43 250 | 42 657 | 42 166 | 42 003 |

A partir de 1984 començà una lenta, però progressiva, disminució de la població, si bé ja havia disminuït des de 1979, amb la crisi del petroli, any en què es registrà una població sostre de 55648 habitants. L'any 2015 la població de Basauri ascendí a 41304 habitants. A efectes estadístics es divideix en 3 districtes: Arizgoiti (34.937 habitants), Elexalde (4.285 habitants) i Urbi (2.082 habitants).

## Economia
Fins a la transformació industrial de finals del segle xix, Basauri va ser una zona netament agrícola, on es conreava el blat de moro, i s'explotaven les pastures per al bestiar major i menor, i hi havia alguns molins fariners. Posteriorment, i davant la massiva implantació d'indústries i habitatges, aquest sector ha anat retrocedint progressivament fins a gairebé la seva total desaparició.
Així a partir de finals del segle passat i gràcies a la seva localització propera a Bilbao, i al seu àrea industrial, i el paper de cruïlla cap a la vall mitjà i alt del Nervión i Ibaizábal, es tradueix tant en l'arribada d'indústries com de grans volums de població emigrant fent de Basauri un municipi principalment industrial.
Mantenint aquesta condició de població industrial, el sector serveis ha tingut en els últims anys un important desenvolupament, sent avui predominant.
La població activa de Basauri la componen 20.194 persones, de les quals 3.218 persones es troben en atur (2003).

## Comunicacions
Basauri és a 7 km del centre de Bilbao. Aquesta proximitat ha determinat un bon sistema de comunicacions que permet arribar a la capital provincial per l'autopista A-8 i per la carretera Bilbao-Orduña, pel sud, i per la carretera Bilbao-Galdakao, pel nord. Les línies de ferrocarril de Renfe i Euskotren també fan pas i destinen diverses parades a Basauri.
A més es troben en construcció les estacions del Metro de Bilbao Ariz i Basauri, que seran les últimes estacions de la Línia 1 i la Línia 2 del suburbà prevista la seva inauguració per a l'any 2011. A més, s'ha estudiat i aprovat una tercera, Sarratu, a la Línia 5.
Per arribar al metro, s'ha incorporat una llançadora (autobús interurbà) que connecta als ciutadans basauritarras amb l'entrada al metro més propera que és Etxebarri. Aquesta llançadora es pot agafar tant al parc de Bizkotxalde com en els Miradors. També hi ha una altra llançadora que el connecta amb l'estació del metro de Bolueta des del barri de Sant Miquel en aquest cas sent un autobús urbà.

## Cultura
Des de 2005 se celebra anualment el Festival Internacional de Cinema d'Animació de Basauri-Bizkaia (Animabasauri-Animabasque), i el teatre Social Antzokia seu de projeccions principal d'aquest, juntament amb altres centres de projeccions repartits per la comarca.
El 2008 es va celebrar a Basauri el XXIII Congrés Nacional de Vexilologia, organitzat per l'ajuntament i la Societat Espanyola de Vexilologia.

## Festes
Les festes de Sant Faust a l'octubre són les festes patronals del municipi.
Festes de Basauri:
- Sant Isidre Benta 15 maig
- Sant Martí Finaga Finaga 21 maig
- Sant Joan Pozokoetxe, Basozelai juny
- Kalero primer cap de setmana de setembre
- Sant Miquel Sant Miquel 29 setembre
- Sant Faust (patronals) Basauri 13 octubre

Pràcticament, per cada un dels principals barris que conformen Basauri, se celebra l'any uns dies festius, (El Kalero, Sant Miquel ...) però les festes més populars d'aquest poble són les celebrades en honor de Sant Faust (13 d'octubre), tenint a la Escarabillera com amulet festiu, i el zurracapote com a beguda típica, que preparen les quinze colles que pertanyen a Herriko Taldeak, que serveixen en porró a tot aquell que s'apropi per les seves llotges. El zurracapote és una beguda semblant a la sagnia, ja que està elaborada amb vi negre, llimona, canyella, algun tipus de licor, sucre i, segons explica la llegenda, condiments inconfessables que molts no voldrien saber.
La Escarabillera és un personatge basat en les dones i homes que a Basauri (com en altres tants municipis) anaven, en èpoques de més necessitat al començament del Segle XX, a les vies per on circulaven els trens de vapor (en els seus encreuaments de vies) oa les runams de les empreses de fosa (Basconia) a la recerca del carbó que no havia pres completament (escarabilla), que després utilitzaven per cuinar a les antigues cuines de xapa. Així mateix, es va arribar a utilitzar el carbó per a "asfaltar" molts dels carrers i camins d'aquest Basauri de principis de segle xx.

## Persones il·lustres
- Jon Arretxe (escriptor)
- Javi Conde (atleta medallista paralímpic)
- Concha Espinosa (sindicalista de la FETE)
- Joxean Fernández Matxin (director de l'equip ciclista Saunier Duval)
- Joseba Garmendia (futbolista)
- Agustín Ibarrola (pintor i escultor)
- Naroa Intxausti Bolunburu (soprano)
- Borja Pérez Rueda (actor, de la sèrie Que vida más triste)
- Agustín 'Piru' Gaínza (futbolista i entrenador)
- Juan Solís Godoy (taekwondista medallista olímpic)
- Oskar Vales Varela (futbolista)
- Francisco Javier Yeste Navarro (futbolista)
- Jesús María Bastida Montoya (futbolista)
- Itziar Ituño (actriu i cantant)